# Upplands runinskrifter 1071
Upplands runinskrifter 1071 är en vikingatida runsten av ljusröd granit i Sylta, Söderby, Åkerby socken och Uppsala kommun. Runbandet saknar runor så när som på en m-runa. Överst på stenen finns en rovfågel ristad. Stenen är cirka 1,7 meter hög och 1,25 meter bred. Runslingan är 12-15 centimeter bred. Stenen står invid en gammal, nu igenlagd väg.